# Hollow Knight
Hollow Knight — це мультиплатформна відеогра в жанрі метроїдванія, випущена інді-студією Team Cherry у 2017 році для ПК. Спочатку гра вийшла на Windows, але місяцем пізніше була портована розробниками на Linux і macOS. Розробка гри була спонсорована через сервіс Kickstarter.
Гра розповідає про пригоди та відкриття безіменного жука, якого усі називають просто Лицарем, у давно покинутому королівстві комах Святогнізді (Hallownest). Деякі критики назвали гру однією з найбільш атмосферних і якісних метроїдваній, а також класикою жанру.

## Ігровий процес
Основна частина ігрового процесу Hollow Knight зав'язана на дослідженні світу гри, який містить в собі подолання платформ, пошуки секретів і боїв із ворогами, які вам зустрінуться. Гравці досліджують величезний цілісний світ, використовуючи особливі поліпшення для пересування і прийоми з бойової системи (вдарити вниз по ворогу, щоб відскочити від нього). У багатьох зонах є перешкоди, які можна подолати лише перемігши певних босів і отримавши поліпшення, що випали з них. Таким чином гравцям доводиться відвідувати вже досліджені зони для пошуків секретів або просування по сюжету. Деякі зони змінюються по ходу сюжету, а тому повторне їх відвідування іноді привносить сюрпризи. Кожна зона з'єднана з іншою зоною декількома шляхами, а тому проходити гру можна по-різному. У кожної зони є своя мапа, але спочатку вона прихована. Для отримання мапи потрібно знайти картографа в кожній зоні та купити у нього мапу за місцеву валюту гео, після чого самостійно її заповнювати методом відвідування локацій.
Бойова система заснована на використанні головним героєм цвяха (Nail) — місцевого аналога меча. Атакувати можна в чотири сторони — вгору, вниз, вправо, вліво. Цвях може бути поліпшений кілька разів у коваля, також можна вивчити спеціальні техніки володіння цвяхом у майстрів бою, при зустрічі з ними. Удари по ворогах накопичують спеціальний ресурс — душу, який можна використати на зцілення або використання заклинань.
Якщо персонаж гине — він втрачає всю накопичену валюту — гео, а на його місці залишається тінь персонажа. Якщо вбити тінь, тоді персонаж відновлює всю накопичену валюту та душу на момент смерті.

## Сюжет
Велика частина історії Hollow Knight розказана не безпосередньо, а через предмети, таблички, думки інших персонажів тощо. Також багато моментів історії розказані лише натяками й багато секретних зон несуть в собі не тільки покращення, але часто і шматочок історії світу. Головний герой — це жук-лицар, який повинен урятувати королівство комах.
На початку Лицар відвідує місто на поверхні Ґрунтмут (Dirtmouth). Це місто розташоване над руїнами королівства Святогнізді (Hallownest) і воно недосяжне для чуми, яка поглинула жуків унизу. Блідий Король намагався замкнути джерело хвороби в Храмі Чорного Яйця, але це не допомогло. Чума поширюється і робить зараженим могутніми, але божевільними істотами. Місія Лицаря — вбити трьох жуків, званих Сплячими, що слугують живими печатками Храму, а потім знищити джерело інфекції. Виконуючи це завдання, герой вступає в конфлікт зі своєю сестрою Шершнем, що перевіряє його бойову майстерність у кількох битвах. У мандрах він може перемогти необов'язкових босів гри та розшукати Серце Порожнечі — оберіг, який робить пасивними та вразливими частину ворогів.
З діалогів з неігровими персонажами, записів і довкілля Лицар дізнається походження інфекції. У давнину плем'я молі, яке жило в Святогнізді, поклонялося Осяйності (Radiance), первісній істоті, яка могла керувати розумом інших комах. Коли Блідий Король здалеку прибув до Святогнізда, він використав дав розум і знання жителям королівства. Невдовзі міль приєдналася до інших жуків Святогнізда у поклонінні Блідому Королю. Це позбавляло Осяйність сили, бо її поступово забували. З часом Осяйність стала з'являтися комахам у снах, що стало причиною чуми. Блідий Король використав силу під назвою Порожнеча, щоб створити безвільних істот, Вмістилищ, здатних тримати чуму в собі і продовжувати жити. Король обрав одне Вмістилище під назвою Порожній Лицар (Hollow Knight), щоб воно прийняло в себе Осяйність. Після того, як Порожнистий Лицар був замкнений у Храмі Чорного Яйця, Осяйність послабила печатки храму, що дозволило чумі звільнитися.
Таким чином справжнім завданням головного героя виявляється замінити Порожнього Лицаря собою. Поступово з'ясовується, що головний герой — це дитина Блідого Короля та Вмістилище, що втекло разом з іншими Вмістилищами з Храму Чорного Яйця внаслідок впливу Осяйності. Герой перемагає Сплячих, знаходить зброю Цвях Снів і входить до Храму Чорного Яйця, де бореться проти Порожнього Лицаря. Залежно від попередніх дій, можливі декілька фіналів.
«Порожній Лицар». Герой перемагає Порожнього Лицаря за допомогою Цвяха Снів, приймає джерело чуми в себе та лишається навіки замкнений у Храмі Чорного Яйця. Це звичайний фінал, який не потребує жодних спеціальних умов.
«Запечатані суродженці». Якщо герой отримав Серце Порожнечі, то в фінальному бою до нього приєднується Шершень. За умови, що Шершень зазнає поразки до перемоги над Порожнім Лицарем, обоє опиняються замкнені в Храмі Чорного Яйця.
«Більше без снів». Якщо Шершень лишається при тямі до перемоги над Порожнім Лицарем, герой переноситься до Світу Снів, де бореться проти Осяйності. Порожній Лицар повертається як тінь і допомагає вигнати Осяйність до Порожнечі. На місці битви утворюється кратер, де лежить порожній панцир героя.
«Обійми Порожнечі». Перемігши необов'язкових босів, Лицар стикається в фіналі з Абсолютною Осяйністю — справжньою формою Осяйності. Після бою його панцир розколюється і Лицар перетворюється на Сутність Порожнечі, що остаточно перемагає Осяйність. Після цього Порожнеча починає просочуватися звідусіль у королівстві. Шершень готується до наступної битви в Храмі Чорного Яйця.
«Тендітна Квітка». Якщо Лицар розшукав Тендітну Квітку та передав її Шукачці богів, фінал «Обійми Порожнечі» доповнюється новою сценою. Крапля Порожнечі потрапляє на Тендітну Квітку, Шукачка богів і Порожнеча зникають у спаласі, залишаючи на землі лише Квітку з чорною плямою на одній з її пелюсток.
«Відбуття епохи». Якщо Лицар виконав завдання Містера Гриба, вислухавши його в усіх місцевостях у певному порядку, то після будь-якого іншого фіналу Містер Гриб злітає в небо. На екрані з'являється напис «Далі буде».

## Преса
| Агрегатор  | Оцінка                                         |
| ---------- | ---------------------------------------------- |
| Metacritic | PC: 87/100 NS: 90/100 PS4: 85/100 XONE: 89/100 |

| Видання               | Оцінка      |
| --------------------- | ----------- |
| Destructoid           | 10/10       |
| Eurogamer             | Recommended |
| IGN                   | 9.4/10      |
| Nintendo Life         | 9/10        |
| Nintendo World Report | 10/10       |
| PC Gamer (США)        | 92/100      |
| PC PowerPlay          | 8/10        |
| VideoGamer.com        | 8/10        |

Destructoid поставили грі 10/10, і сказали «Гра не ідеальна, адже у світі не буває нічого ідеального. Але ця гра наблизилася до ідеалу настільки близько, наскільки це взагалі можливо. Гра тепер є новим лідером у своєму жанрі, яку ще належить перевершити, ми отримали величезну насолоду від її проходження».
Журнал PC Gamer поставив оцінку 92/100 з висновком «Hollow Knight — це нова класика жанру метроїдванії, з наповненим і детальним світом, повним пригод і відкриттів».
Згідно з рецензією IGN, Hollow Knight дуже варіативна, вона не нав'язує якогось одного стилю проходження, і має багато необов'язкових, але цікавих локацій. Можна пройти гру, не дослідивши двох третин її світу, але це дозволяє самостійно дізнаватися історію, частини якої приховані повсюди.
До 11 червня 2018 року продажі Hollow Knight перевищили 1 млн примірників, а лютого 2019 року було продано понад 2,8 млн примірників.

## Продовження
Cтаном на 2019 рік продовження, Hollow Knight: Silksong, перебуває в розробці Team Cherry і має вийти на Windows, macOS, Linux, Nintendo Switch, PlayStation 4, PlayStation 5 та Xbox Series X/S. Сюжет сиквелу розгортатиметься навколо персонажа Шершня, який досліджує королівство Фарлум. Демонстрації гри Hollow Knight: Silksong показали схожі стилі бою з оригінальною грою, але з деякими відмінностями в геймплеї. Персонаж гравця Шершень більш мобільний, ніж Лицар, і використовує інструменти замість заклинань. Гру анонсували в лютому 2019 року. Team Cherry раніше планували цю гру як DLC до Hollow Knight, але вирішили випустити її як окрему гру, оскільки її вміст став занадто обширним.